# Znamení času (katolická církev)
Znamení času (též Znamení doby) je výraz silně spojený s katolickou církví v době Druhého vatikánského koncilu v 60. letech 20. století. Znamenalo to, že církev by měla naslouchat okolnímu světu a učit se z něj. Jinými slovy, měla by se naučit číst „znamení času“. Tato fráze pochází z Mt 16, 3 (Kral, ČEP) a Lk 12, 56 (Kral, ČEP) a použil ji papež Jan XXIII. [latinsky „signa temporum“], když svolával koncil, v prohlášení Humanae Salutis (1961) a také v Pacem in terris (1963). Začalo to znamenat nové chápání, že církev se musí více věnovat světu, má-li zůstat věrná svému poslání, a znamenalo to významný posun v teologické metodě. Výraz „znamení času“ byl v dokumentech II. vatikánského koncilu použit čtyřikrát:
- Unitatis redintegratio, §4
- Dignitatis humanae, §15
- Presbyterorum ordinis, §9 (včetně výzvy ke spolupráci s laiky při rozpoznávání znamení doby)
- Gaudium et spes, §4

Od té doby se tato formulace nadále používá v papežských encyklikách a Katechismu katolické církve.